# 鈴木芳郎
鈴木芳郎（すずき よしろう、1957年〈昭和32年〉- ）は、日本の医師（美容外科・形成外科）。

## 経歴
埼玉県に生まれる。1983年東京医科大学医学部卒業。1983年東京医科大学形成外科教室入局。1993年 医学博士号取得。1996年海老名総合病院形成外科部長、2001年 7月：サフォクリニック副院長就任。2006年 9月：Dr.Spa clinic 新宿美容外科・歯科院長就任。2010年12月：ドクタースパ・クリニック　開業　院長就任

## 書籍・関連書籍
- スレッドリフトのセオリー　克誠堂出版：監修/監訳　2022/6/1
- 美容皮膚医学　BEAUTY ＜スレッドリフト　- 10人の術者による症例解説 –＞　富士山マガジンサービス：企画編集　2020/11/11
- PEPARS＜ スレッドリフトを組み合わせたフェイスリフト手術＞　全日本病院出版会：寄稿　2017/4/20

## 所属学会
日本美容外科学会専門医/日本形成外科学会専門医/国際美容外科学会正会員/日本抗加齢医科学会専門医。